# Osiny (powiat puławski)
Osiny – wieś w Polsce położona w województwie lubelskim, w powiecie puławskim, w gminie Żyrzyn. 
W latach 1975–1998 miejscowość należała administracyjnie do województwa lubelskiego.
Wieś stanowi sołectwo gminy Żyrzyn. Według Narodowego Spisu Powszechnego z roku 2011 wieś liczyła 992 mieszkańców.
Miejscowość ta jest położona w południowej części gminy. Graniczy ze strony północnej z terenami leśnymi Nadleśnictwa Państwowego Puławy, ze strony wschodniej z gruntami wsi Wola Osińska, ze strony południowej z gruntami wsi Sielce, a ze strony zachodniej z gruntami wsi Wronów i Zakładem Doświadczalnym Instytutu Uprawy, Nawożenia i Gleboznawstwa - Państwowego Instytutu Badawczego w Puławach.

## Historia
Brak jest dokładnych danych, co do czasu lokacji tej wsi, ale prawdopodobne jest, że powstała nie później niż w drugiej połowie XIV wieku. Osiny wraz z folwarkiem są wymieniane w źródłach pisanych już od 1419 r. i figurują jako własność Dziersława z Konina, który był pierwszym właścicielem ujętym w tychże źródłach. Od 1445 roku Osiny są notowane jako własność Konińskich, to jest od czasu kiedy włościa wokół Konińskiej Woli (Końskowoli) zostały podzielone. Według podziału Osiny wraz z folwarkiem dostał syn Dziersława – Paweł Koniński. Po śmierci Pawła Konińskiego wieś Osiny przeszły na własność Marcina Konińskiego herbu Rawa, a nastąpiło to w roku 1494. Według Jana Długosza – Osiny posiadały łany kmiecie, z których dziesięcinę snopową i konopną płacono proboszczowi w Gołębiu, a z folwarku i jego ról płacona była dziesięcina proboszczowi w Konińskiej Woli. Konińscy posiadali Osiny aż do początków XVI wieku.
Wieś szlachecka położona była w drugiej połowie XVI wieku w powiecie lubelskim województwa lubelskiego.
W latach 1611–1613 właścicielem Osin została rodzina Tęczyńskich, a następnie od 1617 książęta Zbarascy. Książę Krzysztof Zbaraski uczynił z dóbr Konińskiej Woli wraz z Osinami swoją główną rezydencję. W 1627 r. umarł bezpotomnie właściciel dóbr Konińskiej Woli. Następnie dobra wykupił Jan Tęczyński dla córki po Gabrielu Tęczyńskim – Zofii. Dobra Konińskiej Woli wraz z Osinami były własnością Tęczyńskich do czasu śmierci Zofii. W 1654 roku dobra zostały nabyte przez Izabellę i Łukasza Opalińskich. Wieś wraz z folwarkiem wchodziła w 1662 roku w skład klucza iwanowickiego Łukasza Opalińskiego. Następnie właścicielem była ich córka Zofia, która w 1668 wyszła za mąż za marszałka wielkiego koronnego Stanisława Herakliusza Lubomirskiego i wniosła mu w posagu posiadane dobra. Wieś Osiny, jak i całe dobra były w posiadaniu rodziny Lubomirskich do 1729 roku, kiedy to zmarła Elżbieta Lubomirska. Jej córka Zofia Sieniawska w 1731 poślubiła księcia Augusta Aleksandra Czartoryskiego i dobra końskowolskie stały się własnością rodu Czartoryskich. Od 1782 roku dobrami władał Adam Kazimierz Czartoryski.
W 1810 roku Osiny weszły w skład gminy Końskowola, a następnie wchodziły w skład powiatu: kazimierskiego (1809–1842), lubelskiego (1842–1867), puławskiego i gminy Żyrzyn (1867–1915). Po upadku powstania listopadowego i w związku z tym konfiskacie dóbr Czartoryskich oraz śmierci Izabelli Czartoryskiej Osiny stały się własnością rządową.
W 1827 roku Osiny liczyły 546 mieszkańców i domów. W 1870 zostały przyłączone do gminy Żyrzyn. W 1898 roku w Osinach została założona spółka rolniczo-handlowa Ogniwo, która upowszechniała wśród rolników nowoczesne narzędzia i odmiany roślin. W 1904 r. zostało założone Koło Polskiego Związku Ludowego, które było początkiem organizacji chłopów Lubelszczyzny. W 1906 r. powstała szkoła powszechna, a później po odzyskaniu niepodległości Ochotnicza Straż Pożarna i Koło Gospodyń Wiejskich.
9 grudnia 1943 żandarmeria niemiecka przy udziale Gestapo z Puław, Dęblina i Lublina zamordowała 12 osób, a 3 mieszkańców aresztowała. Spaliła także trzy gospodarstwa. W kwietniu 1953 r. większa część wsi została zniszczona przez pożar. W 1983 roku zaczęto budowę kościoła i postawiono go w szybkim tempie półtora roku.

## Galeria

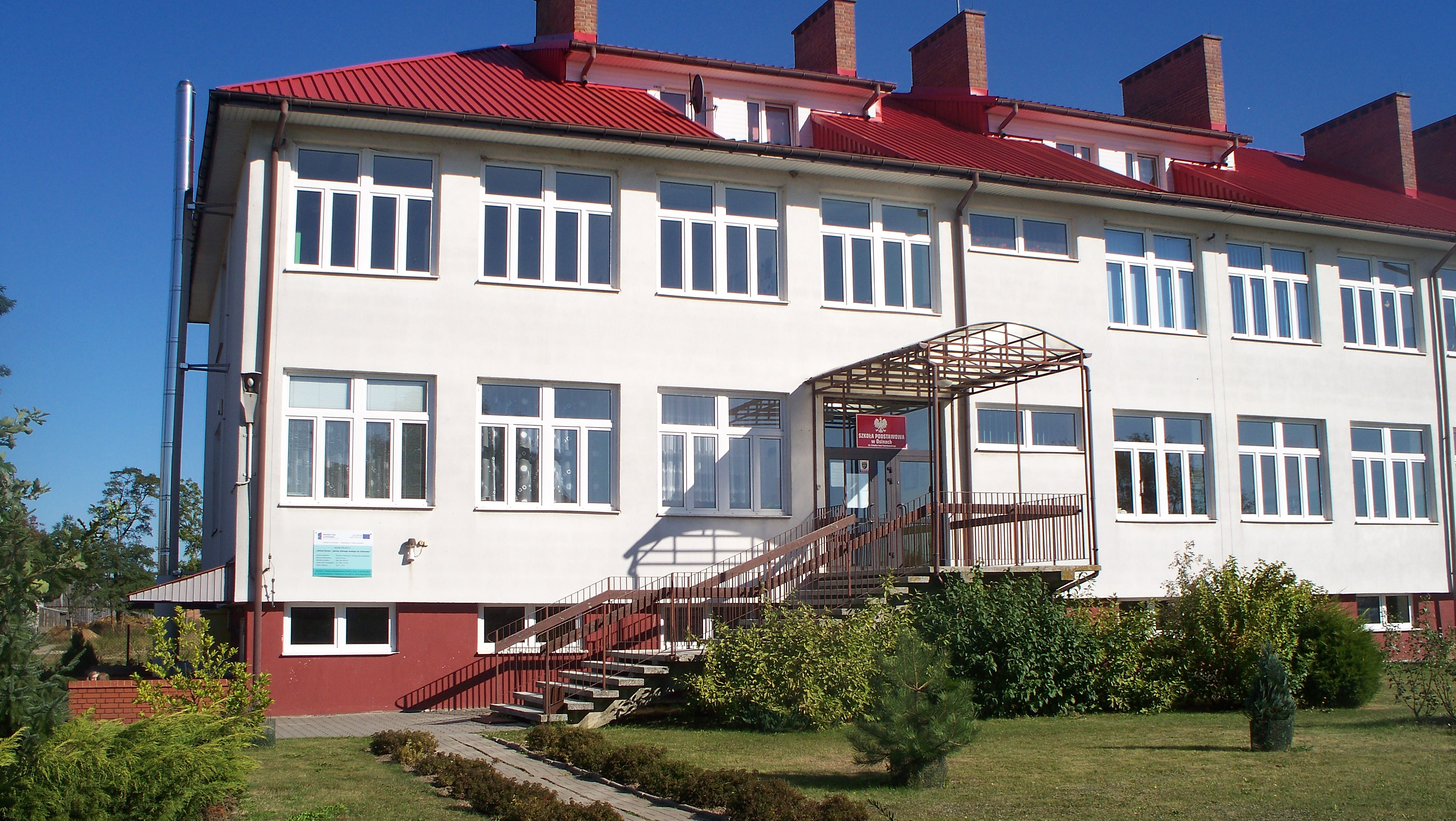
Szkoła
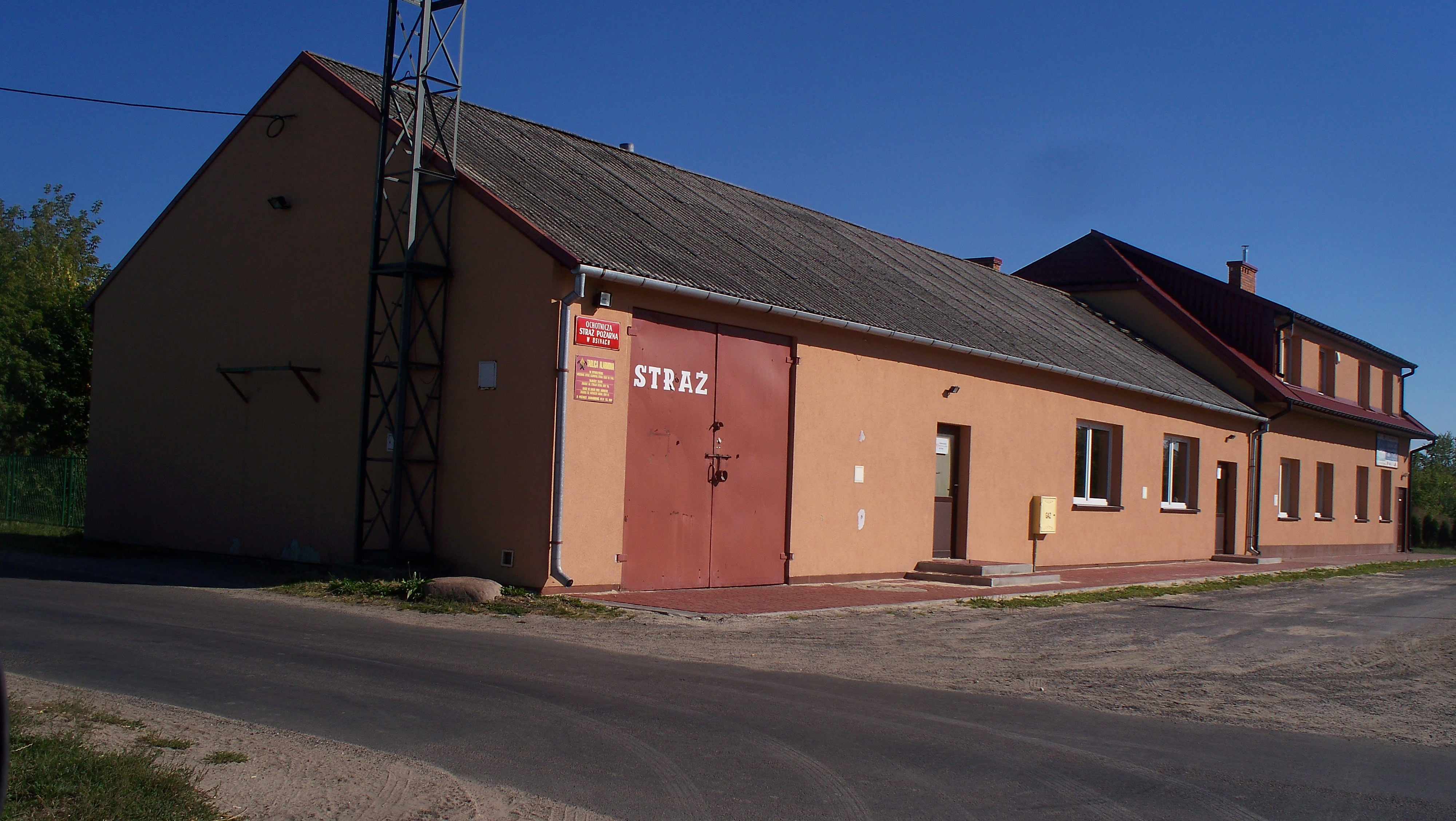
Remiza OSP
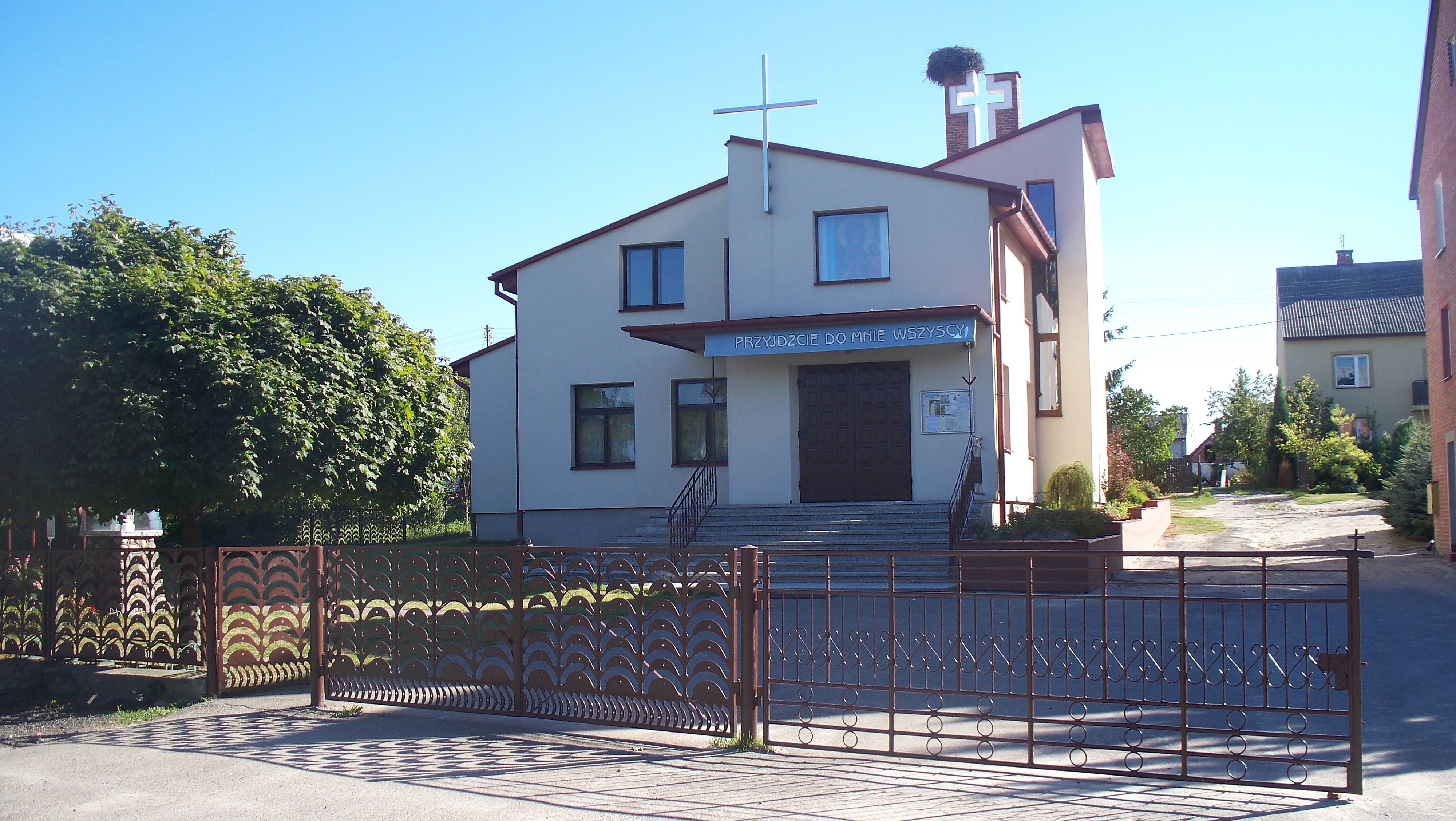
Kościół